# Allegorithmic
Fondée en 2003 à Clermont-Ferrand par Sébastien Deguy dans le prolongement de ses travaux de recherche, Allegorithmic est une entreprise française de développement de logiciels de création de textures, la suite "Substance", utilisés notamment dans les domaines du jeu vidéo, du film d'animation et du design. La société a rejoint le groupe américain Adobe le 23 janvier 2019.

## Historique
Sébastien Deguy a fait une thèse d'informatique à l'université Blaise-Pascal de Clermont-Ferrand sur la modélisation des nuages. Il constate que le logiciel de création de bruits qu'il a mis au point est plus puissant que ceux utilisés à l'époque dans la production de jeux vidéo ou de films. Il décide de se lancer dans la création d'une entreprise de développement de logiciels exploitant son idée de départ ; c'est ainsi que naît en 2003 Allegorithmic. Son nom est une combinaison d’algorithme et d’allégorie ; son logo unit la forme du symbole mathématique π et d'un oiseau ; l'un et l'autre expriment le fondement de l'entreprise qui est de créer un pont entre la science et la création artistique. La société est alors hébergée dans l'école d'ingénieur ISIMA puis dans la pépinière d'entreprises Pascalis,. 
Dès l'année suivante, Sébastien Deguy commence à prospecter aux États-Unis, à Los Angeles, et fait des rencontres importantes pour faire connaître les premiers prototypes et produits de l'entreprise. En 2006, de grandes entreprises comme NVidia et Dassault Systèmes montrent leur intérêt. Dassault Systèmes investira dans Allegorithmic dès 2007. En 2010 est lancé Substance Designer, appelé à devenir le produit phare de l'entreprise. À partir de 2012, les ventes des logiciels pour l'industrie du jeu vidéo explosent. Un bureau est ouvert à Shanghaï en 2013. En 2014 sort le logiciel Substance Painter, qui vient couronner la gamme Substance, en permettant d'appliquer commodément les textures créées sur tous types de personnages ou d'objets.
En 2016, l'entreprise est mise en avant par Business France pour sa campagne Creative France.
Le 23 janvier 2019, l'entreprise est acquise par Adobe.

## Technologie
La société propose plusieurs outils logiciels concentrés sous un même chapeau : la gamme Substance.
Les produits Substance exploitent une technique dite de "texturing paramétrique" : chaque substance est un processus de calcul dont le résultat est un ensemble de textures bitmap (diffuse, normale, spéculaire, etc.). Ces dernières peuvent être utilisées dans n’importe quel logiciel de 3D (offline ou temps réel, par exemple dans un jeu vidéo) pour créer un shader ou matériau. Les substances seront représentées sous forme d’un graphe qui peut être édité dans le logiciel Substance Designer.
L’exécution du processus de calcul des substances dans un logiciel tiers nécessite l’intégration du middleware Substance Engine. Aujourd’hui, ce dernier est intégré dans un certain nombre de logiciels célèbres tels que Maya ou Unity. 

## Principaux produits

### Substance Designer
Substance Designer est le produit phare de la société. Ce logiciel, disponible sur Windows et macOS, est l’outil d’édition des substances, des textures et matériaux paramétriques très versatiles. Le logiciel est un composant majeur de la production de contenu 3D dans les univers du jeux vidéo et des effets spéciaux. En février 2023, quatre des personnes ayant participé activement à la création du logiciel vont recevoir un "Oscar technique", un Technical Achievement Award, lors de la 95ème cérémonie des Oscars, à Los Angeles.

### Substance Painter
Logiciel permettant de peindre des matériaux directement sur des objets en trois dimensions. Ce logiciel est considéré comme la référence du painting et texturing 3D.

### Substance Engine
Ce middleware permet l’exécution du processus de calcul des textures, travaillant à partir d’un fichier créé avec Substance Designer. Substance Engine est aujourd’hui intégré par défaut dans 3ds Max, Maya, Flame, Unreal Engine 3, UDK, Unity.

### Bitmap2Material
Bitmap2Material (B2M) est une substance particulière créée en utilisant Substance Designer. Elle permet de créer automatiquement, à partir d’une seule image d’entrée (photographie, peinture), un matériau complet. Puisqu’il s’agit d’une substance, ce processus peut être exécuté dans n’importe quel logiciel comportant le moteur Substance Engine.

### Substance Player
Application gratuite simple intégrant le Substance Engine et permettant d’exécuter une substance pour obtenir les textures bitmap correspondantes.

### Substance Hub
Une gamme de 600 substances prêtes à l’emploi.

### Substance Source
Librairie de matériaux physiquement correct Substance. Elle est composée de dizaines de milliers d'assets.  

## Entreprises ayant utilisé les solutions d'Allegorithmic (liste non exhaustive)
- Activision
- Autodesk
- Bigpoint
- Candelight Interactive
- Codemasters
- Creative TD
- Criterion Games
- Dassault Systemes
- Disney Interactive
- Funcom
- Ikea
- Intel
- Louis Vuitton
- Microsoft
- Marvel
- Naughty Dog
- Nvidia
- Psychoz
- Rockstar Games